# Бутвін (Пенсільванія)
Бутвін (англ. Boothwyn) — переписна місцевість (CDP) в США, в окрузі Делавер штату Пенсільванія. Населення — 4968 осіб (2020).

## Географія
Бутвін розташований за координатами 39°50′8″ пн. ш. 75°26′43″ зх. д. / 39.83556° пн. ш. 75.44528° зх. д. (39.835656, -75.445331).  За даними Бюро перепису населення США в 2010 році переписна місцевість мала площу 3,23 км², уся площа — суходіл.

## Демографія
Згідно з переписом 2010 року, у переписній місцевості мешкали 4933 особи в 1963 домогосподарствах у складі 1280 родин. Густота населення становила 1527 осіб/км².  Було 2123 помешкання (657/км²).
Расовий склад населення:
| - 87,3 % — білих - 8,1 % — чорних або афроамериканців - 1,7 % — азіатів - 0,3 % — корінних американців |

До двох чи більше рас належало 2,1 %. Частка іспаномовних становила 2,6 % від усіх жителів.
За віковим діапазоном населення розподілялося таким чином: 21,7 % — особи молодші 18 років, 65,9 % — особи у віці 18—64 років, 12,4 % — особи у віці 65 років та старші. Медіана віку мешканця становила 39,8 року. На 100 осіб жіночої статі у переписній місцевості припадало 92,8 чоловіків;  на 100 жінок у віці від 18 років та старших — 89,6 чоловіків також старших 18 років.
Середній дохід на одне домашнє господарство  становив 63 381 долар США (медіана — 53 510), а середній дохід на одну сім'ю — 73 431 долар (медіана — 68 929). Медіана доходів становила 50 904 долари для чоловіків та 36 977 доларів для жінок. За межею бідності перебувало 8,9 % осіб, у тому числі 7,4 % дітей у віці до 18 років та 5,2 % осіб у віці 65 років та старших.
Цивільне працевлаштоване населення становило 2489 осіб. Основні галузі зайнятості: освіта, охорона здоров'я та соціальна допомога — 22,3 %, роздрібна торгівля — 15,9 %, виробництво — 9,4 %, науковці, спеціалісти, менеджери — 8,9 %.